# マーティー・ルバルカーダ
マーティー・ルバルカーダ（Marty Rubalcaba）は、WWE所属のレフェリー。
2006年にWWEの第3ブランドとして復活したECWのレフェリーとしてデビュー。その後、RAWでレフェリーをしていたミッキー・ヘンソンとのトレードでRAWに移籍した。